# 다니엘 버클리 업다이크
다니엘 버클리 업다이크(Daniel Berkeley Updike, 1860~1941)는 19세기 후반에 활동했던 미국의 타이포그래퍼였으며, 당시 가장 뛰어난 인쇄업체 중 하나인 메리마운트 프레스를 설립한 인쇄업자이기도 했다. 보스턴의 호턴 미플린 프레스에서 심부름 일을 시작으로, 이후 호턴 미플린 소속의 리버사이드 인쇄소에서 인쇄와 타이포그래피를 배웠다. 1892년 프리랜서로서 성공회 기도서의 디자인을 하였고 이때 받은 돈으로 1893년 메리마운트 프레스(Merrymount Press)를 설립했으며, 이후 다양하고 우수한 인쇄물을 만들었다. 메리마운트의 자료 대부분은 보스턴 아테네움에 보존되어 있다. 그는 타이포그래피 역사 저술가이기도 했는데, 그중에서도 하버드대학교 경영대학원에서 인쇄 기술 과정의 강의 일부분을 출판한 《서양 활자의 인쇄》가 유명하다. 1941년 업다이크가 사망했을 때, 스탠리 모리슨은 그의 "디자인 감각과 타이포그래피 분별력"을 기리며 애도했다.

## 메리마운트 프레스

### 메리마운트 프레스의 역사

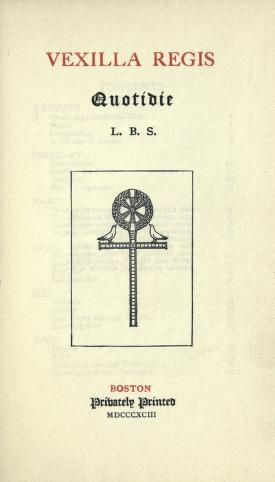
켐스콧 프레스에 영향을 받은 초기 스타일. 《Vexilla Regis Quotidie》 표지, 루시 브래들리 스톤 편집, 1893 메리마운트 프레스인쇄. 캘리포니아 대학 도서관 소장.

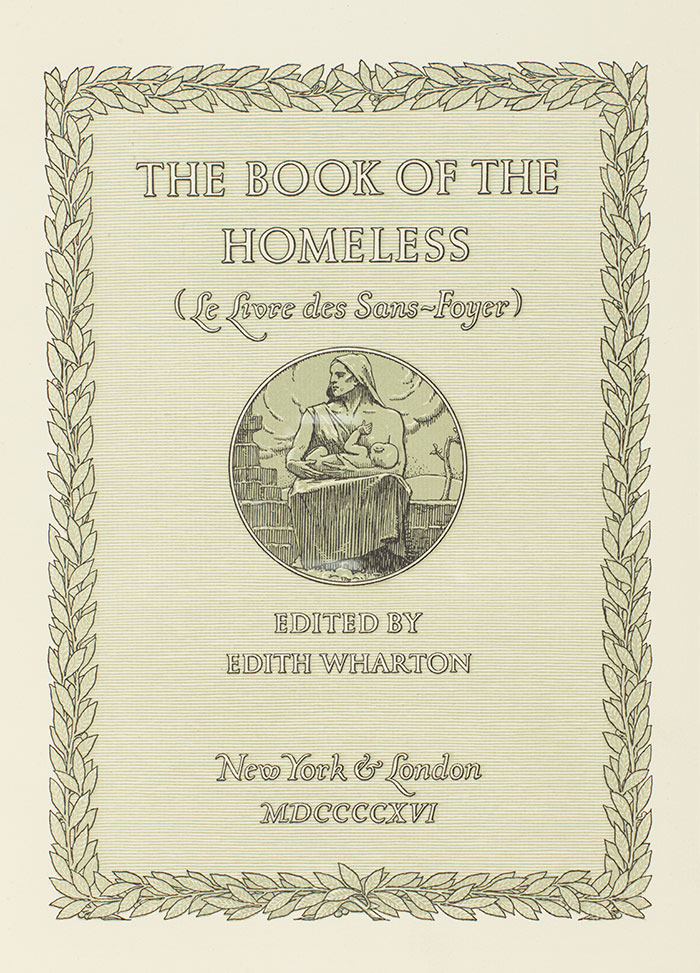
1910년대 메리마운트 프레스의 디자인 스타일. 《노숙자의 책》 표지. 에디스 와튼 편집. 1916 메리마운트 프레스 인쇄. 헌팅턴 도서관 소장.

"평범한 일을 평범하지 않게 잘 해내는 것(to do common work uncommonly well.)" 
- 업다이크 -
이 말은 메리마운트가 20세기 초 우수한 인쇄소로 이름을 날릴 수 있었던 이유이다. 메리마운트는 업다이크가 1893년 보스턴 매사추세츠 주에 설립, 1915년 존 비앙키가 공동대표로 참여, 1949년에 문을 닫았다. 메리마운트의 초기 스타일은 그 당시의 다른 인쇄소들과 마찬가지로 윌리엄 모리스와 미술공예운동에 영향을 많이 받았다. 그러나 점차 모리스의 장식적이고 엄격한 작업과 다르게 간결하고 실용적인 디자인으로 바뀌어 갔고, 19세기 말엽에는 모리스의 고딕 부흥과 완전히 거리를 두게 되었다. 이러한 실용적 디자인은 메리마운트가 책, 광고, 콘서트 프로그램, 카탈로그, 초대장 등 다양한 일에서도 사업적으로 성공을 거두게 되는 요소였다. 1920년대에는 조판공 열다섯 명, 인쇄공 네 명, 교열 편집자 두 명 등을 고용하여 회사를 소규모로 운영했는데, 모든 작업물은 업다이크와 비앙키의 감독 아래 이루어졌으며 이는 메리마운트의 인쇄 제품의 품질이 우수한 이유였다. 메리마운트는 56년 동안 2만 개의 제품을 남겼다.
1941년 업다이크의 죽음 이후, 비앙키는 메리마운트를 인수하였고, 그의 아들 대니얼 버클리 비앙키(업다이크의 이름을 딴)가 물려받았지만 1949년 폐업했다.

### 메리마운트 프레스가 사용하던 활자
업다이크의 인쇄업무 일지에 따르면, 메리마운트에서 주로 사용된 활자는 아래와 같다. (취득한 해를 함께 표기, ★는 메리마운트가 만든 전용 활자이다.) 첫 번째 전용 활자인 "메리마운트"는 1895년 버트럼 굿휴가 만든 장송체를 재해석한 서체로, 진한 문자의 색조 등은 윌리엄 모리스의 켐스콧 프레스 영향을 보여준다. 하지만 이후 1904년에 만든 가벼운 이탈리아풍의 "몬탈레그로"는 메리마운트가 일반적인 전통주의 스타일을 지향하고 있음을 알 수 있다.
- 1894년 메리마운트(Merrymount) ★
- 1898년 피카 잉글리쉬 블랙(Pica English Black)
- 1896년 캐슬론(Caslon) + 캐슬론 이탤릭(Caslon Italic)1901년 바타르드(Lettre Batarde)
- 1897년 스카치 페이스(Scotch-Face) + 스카치 페이스 이탤릭(Scotch-Face Italic)
- 1901년 솜(Lettre de Somme)
- 1901년 프렌치 올드스타일(French Old Style) + 프렌치 스크립트(French Script)
- 1903년 장송(Janson) + 장송 이탤릭(Janson Italic)
- 1903년 마운트조이(Mountjoye (Bell)) + 마운트조이 이탤릭(Mountjoye (Bell) Italic)
- 1904년 몬탈레그로(Montallegro) ★
- 1906년 옥스포드(Oxford) + 옥스포드 이탤릭(Oxford Italic)
- 1925년 폴리필러스(Poliphilus) + 블라도(Blado)
- 1927년 루테티아(Lutetia) + 루테티아 이탤릭(Lutetia Italic)
- 1930년 보도니(Bodoni) + 보도니 이탤릭(Bodoni Italic)

### 메리마운트 프레스에서 만든 책들

#### 성공회 기도서(Altar Book)
1893년부터 시작해 1896년에 완료한 메리마운트의 첫 번째 중요 작업이다. 업다이크는 "이 책이 아니었다면 리버사이드 프레스를 떠날 용기가 나지 않았을 것"이라 말했으며, 이 책을 만들어 받은 수임료로 메리마운트를 설립했다. 책에 사용한 서체로 자사가 만든 첫 번째 전용 활자인 '메리마운트'를 사용하는 등 여러 가지로 공을 들인 작업이었지만, 캠스콧의 영향을 받은 더 비니 프레스의 본문 타이포그래피와 버트럼, 업다이크가 디자인한 외관 장식물의 결합은 당시 미국의 타이포그래피 상황처럼 아쉬운 점이 많았다.

#### 공동 기도서(Book of Common Prayer)
1928년, J. P. 모건 주니어의 지원으로 성공회 공동 기도서의 개정판이 결정되었다. J. P. 모건 주니어는 여러 인쇄소에 디자인을 요청했고, 그 중 업다이크가 장송체로 만든 디자인이 선택되었다. 1930년 11월에 500부를 발행하였으며, 다음 해 미국 그래픽아트 협회 올해의 50권 중 하나로 선정되었다.

## 《서양활자의 역사》
1922년 출간된 《서양 활자의 인쇄》는 업다이크가 하버드대학교 경영대학원에서 인쇄 기술 과정을 강의한 내용을 정리한 책이다. 이 저서는 시기별(1450~1500년, 1500~1800년, 19세기 이후) 설명 후 지역별 소개로 이어진다.
서문에서 그는 "현대의 활자가 그 시대를 명료하게 나타내고 있는가? 만약 그렇다면 타이포그래피의 현대적 성향이 어디로 향하고 있는가"란 질문을 던진다. 그리고 첫 번째 질문에 대한 답으로 "인쇄는 생활을 지향하는 예술의 형태로 항상 그 시기의 성향을 반영한다... 하지만 오늘날의 생활이 과연 얼마나 훌륭할 것인가?"라고 묻는다. 업다이크는 당시의 현대 활자가 '생활(유행)'에 휩쓸리지 말기는 권한다. 불꽃같이 타오르다 사그라진 아르누보, 지역색이 짙은 유럽 활자 등을 예로 들며, 어제의 열광이 내일의 비평으로 이어지는 시대를 향해 조금 천천히 시간을 갖자고 타이른다. 이는 격변하는 시대의 미국 인쇄에 대한 업다이크의 전통주의 관점을 보여준다.